# Simyra torosa
Simyra torosa är en fjärilsart som beskrevs av Achille Guenée 1852. Simyra torosa ingår i släktet Simyra och familjen nattflyn. Inga underarter finns listade i Catalogue of Life.